# Roshan Ara Begum
Wahidunnissa (1917-1982), connue sous son nom de scène Roshan Ara Begum, est une chanteuse de khyal dans la tradition du gharana Kirana. Elle est reconnue comme la reine de la musique classique à la fois en Inde et au Pakistan, et son œuvre est empreinte de spiritualité soufie.